# Flugträdet i Ronneby

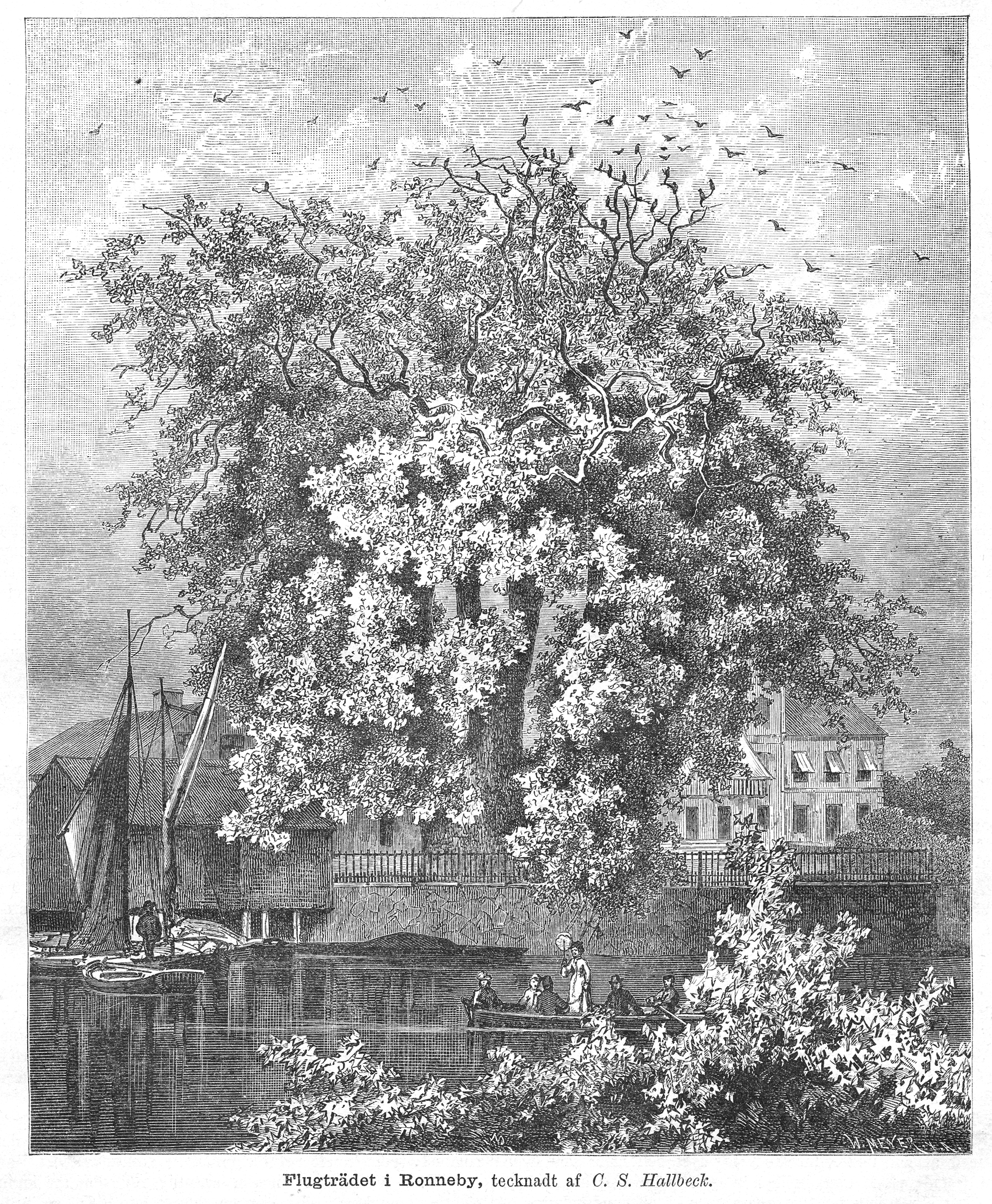
Flugträdet i Ronneby 1877.

Flugträdet i Ronneby var ett gammalt träd som en gång stod i Ronneby vid Ronnebyån.
Detta jätteträd var av en svartpoppel (Populus nigra) av enorma dimensioner. Linné omtalar trädet i sina handlingar 1742. I Tunelds utgivna geografiska bok omtalas trädet som en av de stora märkvärdigheterna i Blekinge. Den i staden bofasta naturforskaren Carl Agardh Westerlund uppmätte trädet på 1800-talet och fann då att dess omkrets vid roten var 36 fot och 2 alnar från marken 37 fot. 
Om trädets borttagande noterar C. G. Westerlund i ”Bidrag till kännedomen om Ronnebytraktens fauna och flora”:
”Till detta släkte (Populus) hörde det för sin storlek ryktbara »flugträdet», som på grund av ett vandaliserande maktspråk i början av år 1844 (1884?) måste skatta åt förgängelsen, för att lämna större utrymme åt stadens kajanläggning. Väl hade sakkunniga, som närmare undersökt trädet, förklarat, att dess inre var alldeles friskt och oskadat, samt att således det egentliga uppgivna skälet för dess undanröjande, att det skulle vara ihåligt och genomruttet, helt och hållet måste lämnas åsido; men pluralitéten segrade, och dödsdomen uttalades. Det visade sig emellertid, i huru hög grad de hade misstagit sig. Trädet var nämligen icke blott till allra största delen alldeles friskt, utan dess ved var så hård, att trädet icke kunde sågas ned utan måste sprängas med dynamit.”
Sitt märkliga namn hade trädet fått då tusentals flugliknande insekter varje höst svärmade runt trädet. Dessa insekter var ett slags bladlöss (Pemphigus bursarius). Lössen lade sina ägg på trädets blad, i synnerhet på bladskaften.